# 58è Festival Internacional de Cinema de Canes
El 58è Festival Internacional de Cinema de Canes es va dur a terme de l'11 al 22 de maig de 2005. Foren seleccionades per competir 20 pel·lícules de 13 països. Els premis foren anunciats el 21 de maig. La Palma d'Or fou atorgada a la pel·lícula belga L'Enfant dels germans Dardenne.
El festival va obrir amb Lemming, dirigida per Dominik Moll i va tancar amb Chromophobia, dirigida per Martha Fiennes. Cécile de France fou la mestressa de cerimònies.

## Jurat

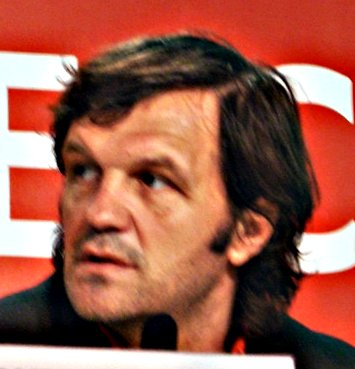
Emir Kusturica, president del jurat de 2005

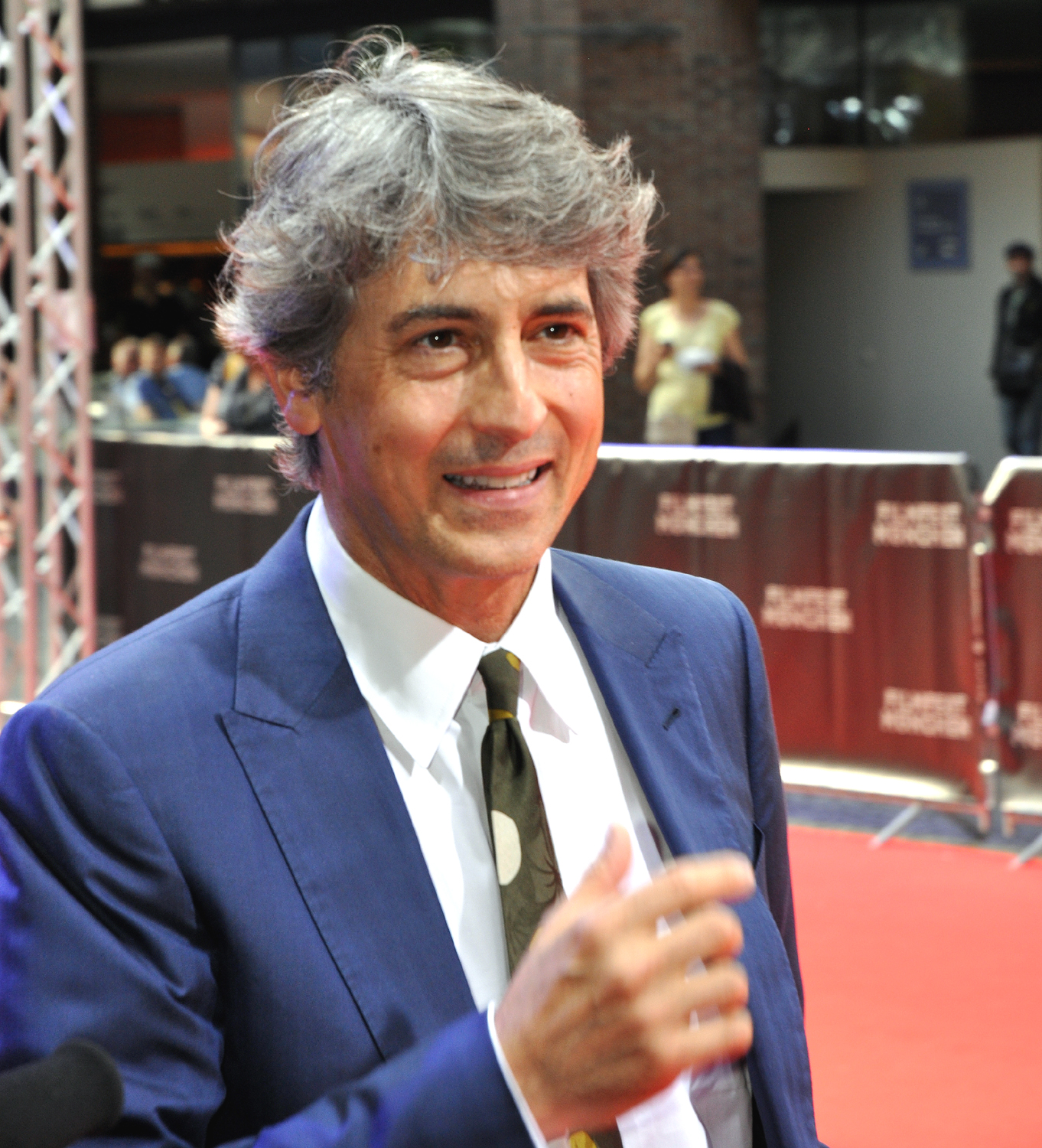
Alexander Payne, President del jurat d'Un Certain Regard

### Competició principal
Les següents persones foren nomenades per formar part del jurat de la competició principal en l'edició de 2005:
- Emir Kusturica (director) President
- Javier Bardem (actor)
- Fatih Akın (director)
- Nandita Das (actriu)
- Salma Hayek (actriu)
- Toni Morrison (autor)
- Benoît Jacquot (director)
- Agnès Varda (director)
- John Woo (director)

### Un Certain Regard
Les següents persones foren nomenades per formar part del jurat de la secció Un Certain Regard de 2005:
- Alexander Payne (director, guionista) (USA) President
- Betsy Blair (actriu) (Estats Units)
- Eduardo Antin (crític, autor) (Argentina)
- Geneviève Welcomme (periodista) (França)
- Gilles Marchand (director, guionista) (França)
- Katia Chapoutier (periodista) (Canadà)
- Sandra Den Hamer (director del Festival de Rotterdam) (Països Baixos)

### Cinéfondation i curtmetratges
Les següents persones foren nomenades per formar part del jurat de la secció Cinéfondation i de la competició de curtmetratges:
- Edward Yang (director) (Taiwan) President
- Chantal Akerman (director) (Bèlgica)
- Colin MacCabe (crític, autor) (Irlanda)
- Sylvie Testud (actriu) (França)
- Yousry Nasrallah (director) (Egipte)

### Càmera d'Or
Les següents persones foren nomenades per formar part del jurat de la Càmera d'Or de 2005:
- Abbas Kiarostami (director) (Iran) President
- Laura Meyer (cinèfil) (França)
- Luc Pourrinet (tècnic) (França)
- Malik Chibane (director) (França)
- Patrick Chamoiseau (escriptor) (França)
- Roberto Turigliatto (Festival de Torí) (Itàlia)
- Romain Winding (cinematògraf) (France)
- Scott Foundas (critic) (Estats Units)
- Yves Allion (critic) (França)

Membres del Jurat de la Selecció Oficial de la Competició de 2005
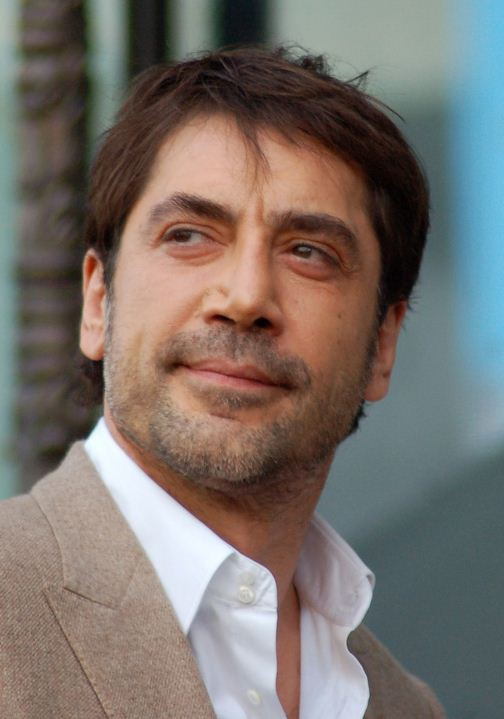
Javier Bardem
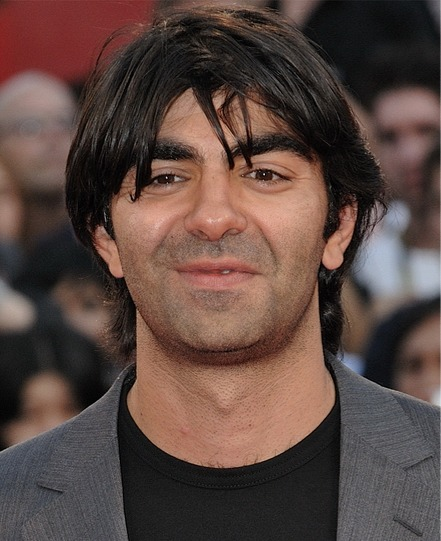
Fatih Akın
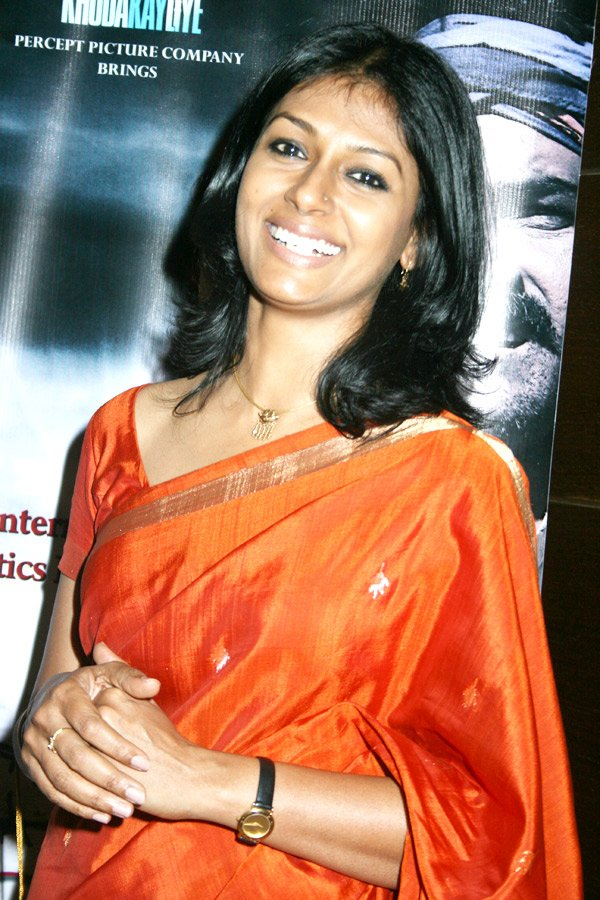
Nandita Das
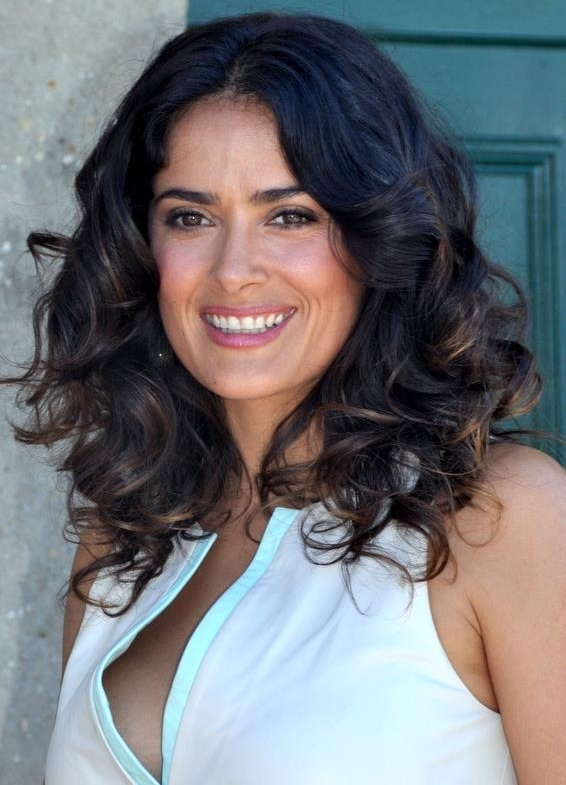
Salma Hayek
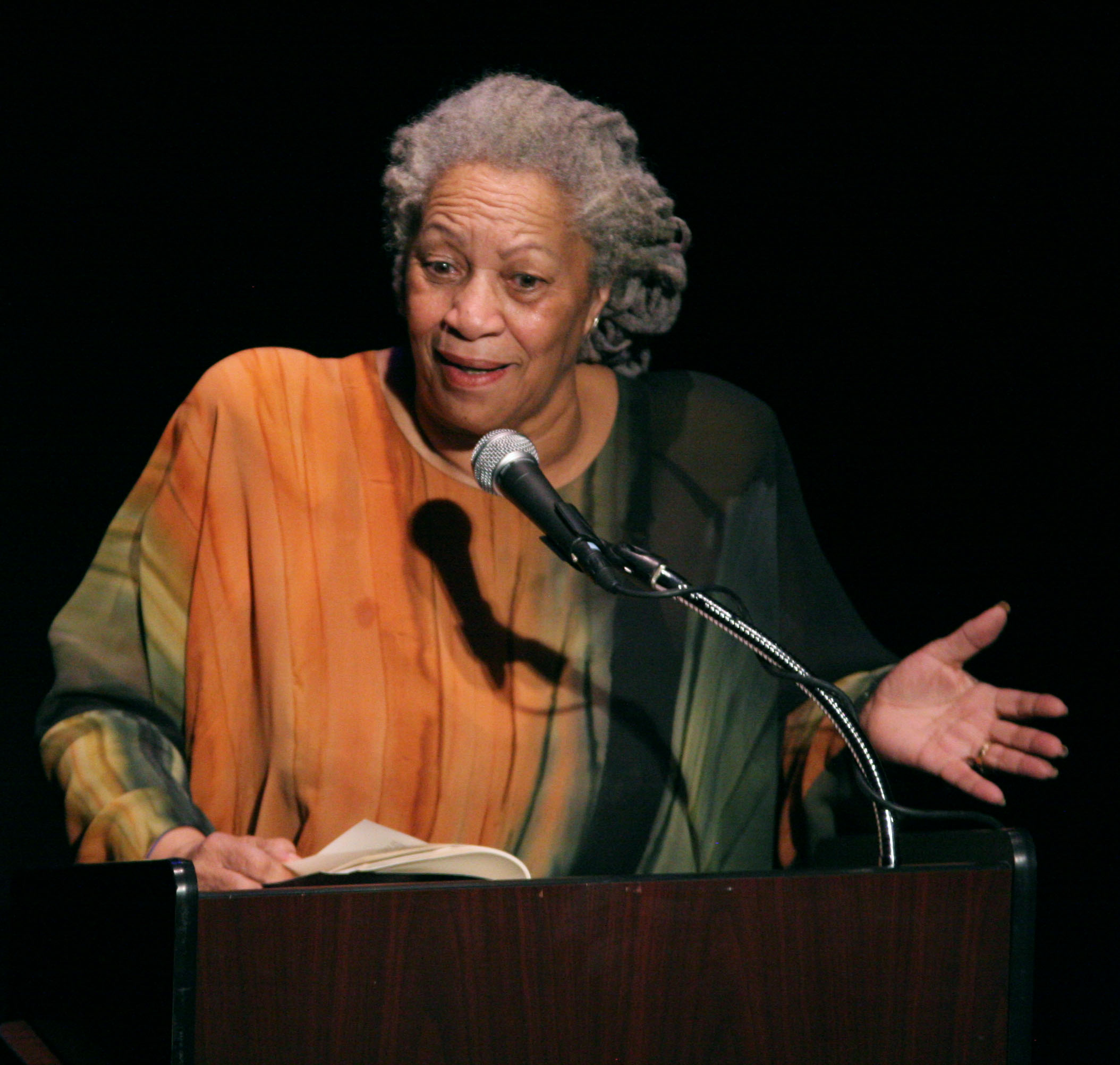
Toni Morrison
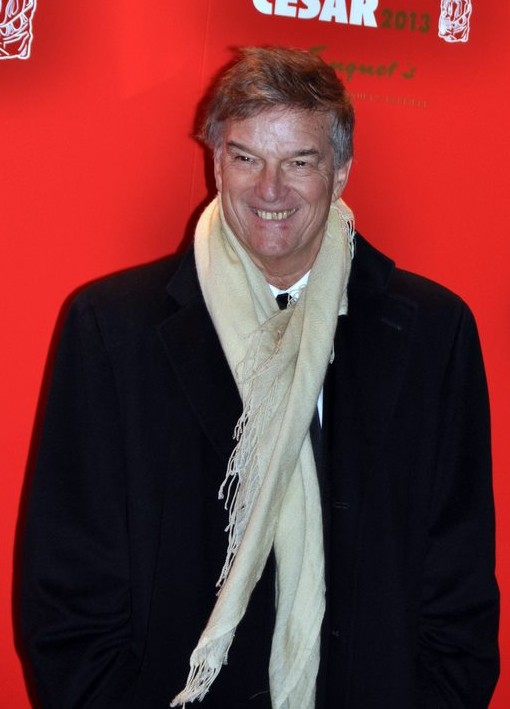
Benoît Jacquot
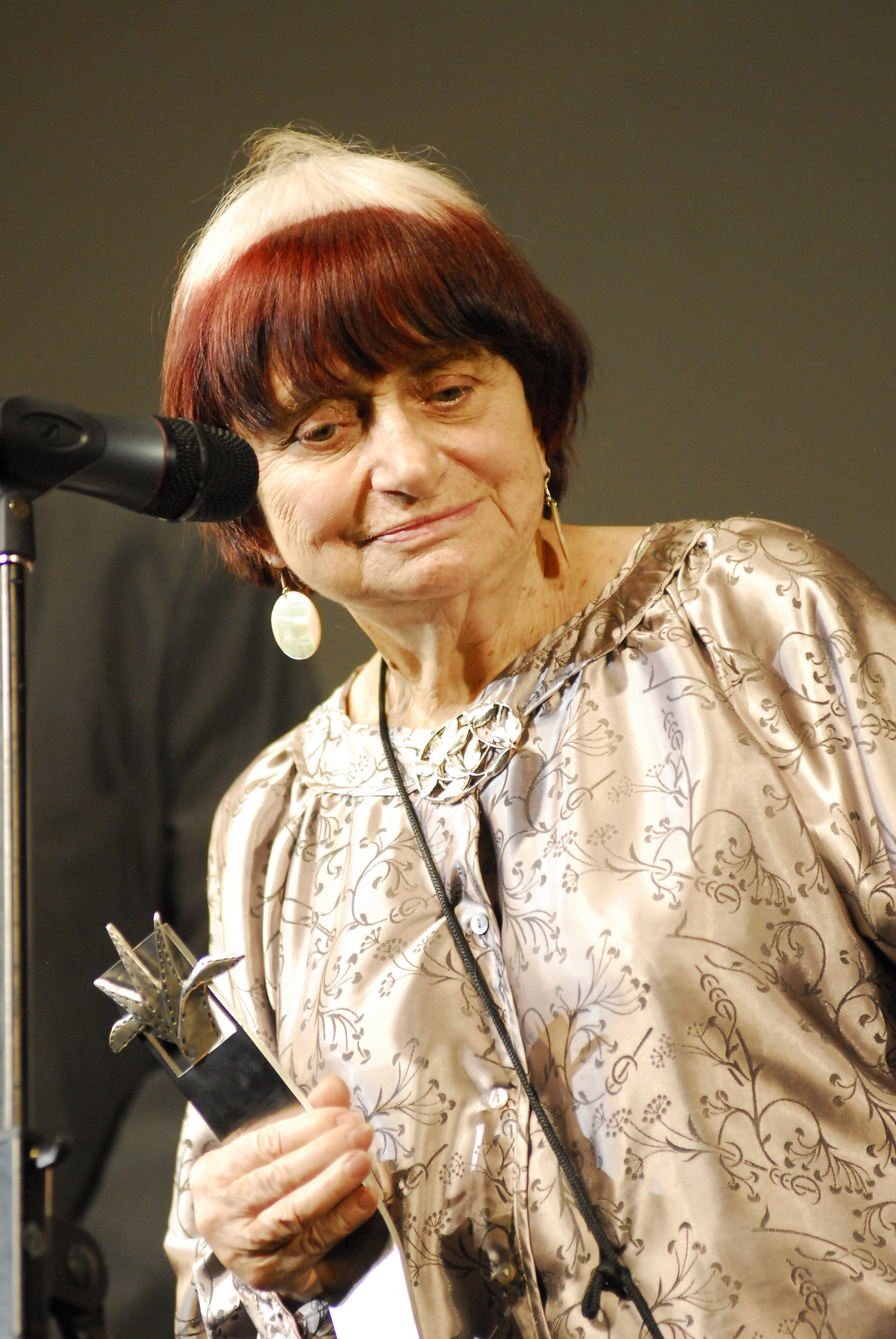
Agnès Varda
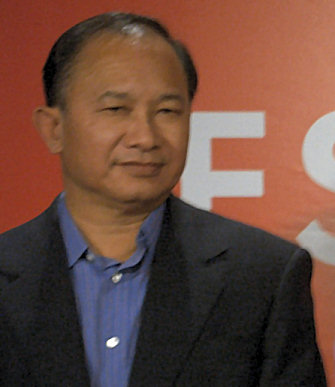
John Woo

## Selecció oficial

### En competició – pel·lícules
Les següents pel·lícules competiren per la Palma d'Or:
- Bashing de Masahiro Kobayashi
- Batalla en el cielo de Carlos Reygadas
- Broken Flowers de Jim Jarmusch
- Don't Come Knocking de Wim Wenders
- Caché de Michael Haneke
- L'Enfant de germans Dardenne
- Election de Johnnie To
- Free Zone d'Amos Gitai
- A History of Violence de David Cronenberg
- Kilomètre Zéro de Hiner Saleem
- Last Days de Gus Van Sant
- Lemming de Dominik Moll
- Manderlay de Lars von Trier
- Peindre ou faire l'amour de Arnaud Larrieu i Jean-Marie Larrieu
- Quando sei nato non puoi più nasconderti de Marco Tullio Giordana
- Shanghai Dreams de Wang Xiaoshuai
- Sin City de Frank Miller i Robert Rodriguez
- Tale of Cinema de Hong Sang-soo
- The Three Burials of Melquiades Estrada de Tommy Lee Jones
- Three Times de Hou Hsiao-hsien
- Where the Truth Lies d'Atom Egoyan

### Un Certain Regard
Les següents pel·lícules foren seleccionades per competir a Un Certain Regard:
- Sangre d'Amat Escalante
- The Bow de Kim Ki-duk
- Cinema, Aspirins and Vultures de Marcelo Gomes
- Dark Horse de Dagur Kári
- Moartea domnului Lăzărescu de Cristi Puiu
- Delwende de S. Pierre Yameogo
- Down in the Valley de David Jacobson
- Le filmeur d'Alain Cavalier
- Sulanga Enu Pinisa de Vimukthi Jayasundara
- Habana Blues de Benito Zambrano
- Falscher Bekenner de Christoph Hochhäusler
- Jewboy de Tony Krawitz
- Johanna de Kornél Mundruczó
- The King de James Marsh
- Cidade Baixa de Sérgio Machado
- Marock de Laïla Marrakchi
- Nordeste de Juan Diego Solanas
- Eli, Eli, Lema Sabachthani? de Shinji Aoyama
- Yek Shab de Niki Karimi
- Schläfer de Benjamin Heisenberg
- Le Temps qui reste de François Ozon
- Yellow Fella de Ivan Sen
- Zim and Co. de Pierre Jolivet

### Pel·lícules fora de competició
Les següents pel·lícules foren seleccionades per ser projectades fora de competició:
- Avenge But One of My Two Eyes de Avi Mograbi
- C'est pas tout à fait la vie dont j'avais rêvé de Michel Piccoli
- Chromophobia de Martha Fiennes
- Cindy: The Doll Is Mine de Bertrand Bonello
- Crossing the Bridge: The Sound of Istanbul de Fatih Akın
- Dalkomhan insaeng de Kim Ji-Woon
- Darshan - L'étreinte de Jan Kounen
- Joyeux Noël de Christian Carion
- Kirikou et les bêtes sauvages de Michel Ocelot and Bénédicte Galup
- Kiss Kiss Bang Bang de Shane Black
- The Burnt Theatre de Rithy Panh
- Match Point de Woody Allen
- Midnight Movies: From the Margin to the Mainstream de Stuart Samuels
- Operetta tanuki goten de Seijun Suzuki
- Star Wars: Episode III – Revenge of the Sith de George Lucas
- The Power of Nightmares d'Adam Curtis

### Cinéfondation
Les següents pel·lícules foren seleccionades per ser projectades a la competició Cinéfondation:
- Vdvoyom de Nikolay Khomeriki (França)
- A Song for Rebecca de Norah McGettigan (Polònia)
- Badgered de Sharon Colman (Gran Bretanya)
- Bikur Holim de Maya Dreifuss (Israel)
- Buy It Now de Antonio Campos (Estats Units)
- El espino de Théo José COurt Bustamante (Cuba)
- En la oscuridad de Juan Manuel Rampoldi, Marcelo Charras (Argentina)
- Exit (2004 film) de Robert Depuis (Dinamarca)
- Five O' Clock Shadow de Malcolm LAmont (Estats units)
- La cerca de Rubén Mendoza (Colòmbia)
- La plaine de Roland Edzard (França)
- Le violon de Heng Yang (Xina)
- Slavek The Shit de Grímur Hakonarson (Rep. Txeca, Islàndia)
- Conscience (pel·lícula) (Svedomí) de Jan Bohuslav (Rep. Txeca)
- Tiens toi tranquille de Sameh Zoabi (França)
- Vanilla Song de Jakob Rørvik (Gran Bretanya)
- Walk On a Little More de Min-young Shim (Corea del Sud)

### Curtmetratges en competició
Els següents curtmetratges competien per Palma d'Or al millor curtmetratge:
- Bébé requin de Pascal-Alex Vincent
- Before Dawn de Bálint Kenyeres
- Clara de Van Sowerwine
- Disparue de Kit Hui
- Kitchen d'Alice Winocour
- L'homme qui s'est rencontre de Ben Crowe
- Nothing Special de Helena Brooks
- Sous la lueur de la lune de Peter Ghesquiere
- Podorozhni d'Igor Strembitskyy

### Cannes Classics
Tribut
- 49th Parallel de Michael Powell (1941)
- A Matter of Life and Death de Michael Powell, Emeric Pressburger (1946)
- Black Narcissus de Michael Powell, Emeric Pressburger (1947)
- I Know Where I'm Going! de Michael Powell, Emeric Pressburger (1945)
- La perla d'Emilio "Indio" Fernández (1947)
- Los olvidados de Luis Buñuel (1950)
- Salón México d'Emilio "Indio" Fernández (1949)
- The Edge of the World de Michael Powell (1937)

Documentals sobre Cinema
- Al'Lèèssi... une actrice Africaine de Rahmatou Keita
- Ingmar Bergman Complete: Bergman and the Cinema / Bergman and the Theatre / Bergman and Fårö Island de Marie Nyreröd (2004)
- James Dean: Forever Young de Michael J. Sheridan
- John Cassavetes de André S. Labarthe
- Kitano Takeshi Shinshutsu-Kibotsu de Jean-Pierre Limosin
- Moments choisis des histoire(s) du cinema de Jean-Luc Godard
- Shadowing the Third Man de Frederick Baker

Pel·lícules restaurades
- An Airman's Letter to His Mother de Michael Powell (1941 Short)
- Appunti per un'Orestiade Africana de Pier Paolo Pasolini (1975)
- Beyond the Rocks de Sam Wood (1922 / 2005)
- Bullitt de Peter Yates (1968)
- Chichi ariki de Yasujirō Ozu (1942)
- East of Eden d'Elia Kazan (1955)
- La Fille de l'eau de Jean Renoir (1925)
- Le feu follet de Louis Malle (1963)
- Les anges du péché de Robert Bresson (1943)
- Pather Panchali de Satyajit Ray (1955)
- Pele Eterno d'Anibal Massaini Neto (2004)
- Rebel Without a Cause de Nicholas Ray (1955)
- Tian xia di yi quan de Chang-Wah Chung (1973)
- Two-Lane Blacktop de Monte Hellman (1971)

## Seccions paral·leles

### Setmana Internacional dels Crítics
Els següents llargmetratges van ser seleccionats per ser projectats per a la quaranta-quatrena Setmana de la Crítica (44e Semaine de la Critique):
Competició de pel·lícules
- The Great Ecstasy of Robert Carmichael de Thomas Clay (U.K.)
- L'orizzonte degli eventi de Daniele Vicari (Itàlia)
- La petite Jérusalem de Karin Albou (França)
- Me and You and Everyone We Know de Miranda July (Estats Units)
- Unmei Janai Hito d'Uchida Kenji (Japó)
- Máng zhòng de Zhang Lu (Xina, Corea)
- Orlando Vargas de Juan Pittaluga (Uruguai, França)

Competició de curtmetratges
- Le grand vent de Valérie Liénardy (Bèlgica)
- Respire de Wi Ding Ho (Taiwan)
- Mirror Mechanics de Siegfried A. Fruhauf (Àustria)
- Blue Tongue de Justin Kurzel (Austràlia)
- Imago... de Cédric Babouche (França)
- Get the Rabbit Back de Mitovski & Kalev (Bulgària)
- Jona/Tomberry de Rosto (Països Baixos)

### Quinzena dels directors
Les següents pel·lícules foren exhibides en la Quinzena dels directors de 2005 (Quinzaine des Réalizateurs)::
- Alice de Marco Martins (Portugal)
- Be with Me d'Eric Khoo (Singapur)
- Cache-cache d'Yves Caumon (França)
- Cronaca familiare de Valerio Zurlini (1962)
- Crying Fist de Ryoo Seung-wan (South Korea)
- Douches froides d'Antony Cordier (França)
- Factotum de Bent Hamer (Noruega, Estats Units, Alemanya, França)
- Géminis d'Albertina Carri (Argentina, França)
- Guernesey de Nanouk Leopold (Holanda, Bèlgica)
- Jazireh Ahani de Mohammad Rasoulof (Iran)
- Keane de Lodge Kerrigan (Estats Units)
- Umoregi de Kohei Oguri (Japan)
- La Moustache d'Emmanuel Carrère (França)
- Odete de João Pedro Rodrigues (Portugal)
- Ride the High Country de Sam Peckinpah (1962)
- Room de Kyle Henry (Estats Units)
- Septyni nematomi žmonės de Šarūnas Bartas (Portugal, França, Lituània)
- Sisters In Law de Kim Longinotto, Florence Ayisi (U.K. - Camerun)
- Tbilisi-Tbilisi de Levan Zakareihwilli (Geòrgia)
- The President's Last Bang d'Im Sang-soo (Corea del Sud)
- Travaux, on sait quand ça commence... de Brigitte Roüan (França)
- Who’s Camus Anyway? de Mitsuo Yanagimachi (Japó)
- Wolf Creek de Greg McLean (Austràlia)

Curtmetratges
- À bras le corps de Katell Quillévéré (19 min.)
- À mains nues d'Agnès Feuvre (26 min.)
- Consultation Room de Kei Oyama (9 min.)
- Cosmetic Emergency de Martha Colburn (9 min.)
- Da Janela Do Meu Quarto de Cao Guimarães (5 min.)
- Du soleil en hiver de Samuel Collardey (17 min.)
- Etoile violette d'Axelle Ropert (45 min.)
- Instructions for a Light and Sound Machine de Peter Tscherkassky (17 min.)
- Kara, Anak Sebatang Pohon d'Edwin (9 min.)
- Majorettes de Lola Doillon (16 min.)
- Nits de Harry Wootliff (11 min.)
- Résfilm de Sándor Kardos (19 min.)
- The Buried Forest de Kohei Oguri (1h33
- Trilogy About Clouds de Naoyuki Tsuji (14 min.)
- Vinil verde de Mendonça Filho (17 min.)

## Premis

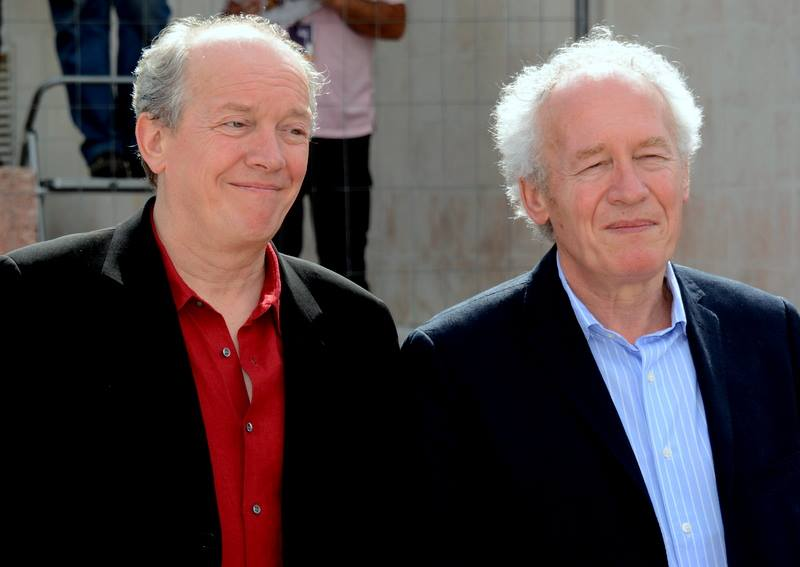
Luc Dardenne (esquerra) i Jean-Pierre Dardenne, Palma d'Or

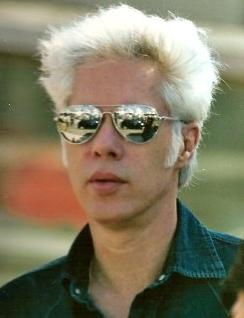
Jim Jarmusch, guanyador del Gran Prix

### Premis oficials
Els guardonats en les seccions oficials de 2005 foren:
- Palme d'Or: L'Enfant, de Jean-Pierre Dardenne i Luc Dardenne
- Grand Prix: Broken Flowers, de Jim Jarmusch
- Millor director: Caché de Michael Haneke
- Millor guió: Guillermo Arriaga per The Three Burials of Melquiades Estrada
- Millor actriu: Hanna Laslo a Free Zone
- Millor actor: Tommy Lee Jones a The Three Burials of Melquiades Estrada
- Premi del Jurat: Shanghai Dreams, de Wang Xiaoshuai

Un Certain Regard
- Prix Un Certain Regard: Moartea domnului Lăzărescu de Cristi Puiu
- Prix Un Certain Regard de l'intimité: Le filmeur de Alain Cavalier
- Prix Un Certain Regard de l'espoir: Delwende de S. Pierre Yameogo

Cinéfondation
- Primer premi: Buy It Now d'Antonio Campos
- Segon premi: Bikur Holim de Maya Dreifuss i Vdvoyom (A deux) de Nikolay Khomeriki
- Tercer premi: La plaine de Roland Edzard i Tiens toi tranquille de Sameh Zoabi

Càmera d'Or
- Caméra d'Or: Sulanga Enu Pinisa de Vimukthi Jayasundara i Me and You and Everyone We Know de Miranda July

Curtmetratges
- Palma d'Or al millor curtmetratge: Podorozhni d'Igor Strembitskyy
- Menció especial: Clara de Van Sowerwine

### Premis independents
Premis FIPRESCI
- Hidden de Michael Haneke (En competitció)
- Crying Fist de Ryoo Seung-wan (Quinzena dels Director)
- Sangre d'Amat Escalante (Un Certain Regard)

Premi Vulcan de la Tècnica Artística
- Premi Vulcan:
  - Leslie Shatz pel disseny de so a Last Days
  - Robert Rodriguez pel procediment visual a Sin City

Jurat Ecumènic
- Premi del Jurat Ecumènic: Caché de Michael Haneke
- Jurat Ecumènic - Menció especial: Delwende de S. Pierre Yameogo

Premi de la Joventut
- Cidade Baixa de Sérgio Machado

Premis en el marc de la Setmana Internacional de la Crítica
- Gran Premi de la Setmana Internacional de la Crítica: Me and You and Everyone We Know de Miranda July
- Prix ACID: Grain in Ear (Mang zong) de Zhang Lu
- Grand Prix Canal+ (curtmetratge): Jona/Tomberry de Rosto

Premis en el Marc de la Quinzena dels Directors
- 3ème Label Europa Cinéma : La Moustache dEmmanuel Carrère
- Prix Art & Essai CICAE : Sisters In Law de Kim Longinotto, Florence Ayisi
- 3ème Prix Regards Jeunes : Alice de Marco Martins
- Prix SACD du court métrage : Du soleil en hiver de Samuel Collardey
- Prix Gras Savoye : À bras le corps de Katell Quillévéré

Association Prix François Chalais
- Premi François Chalais: Quando sei nato non puoi più nasconderti, de Marco Tullio Giordana[20]

## Mèdia
- INA:Apertura del festival de 2005 ((francès))
- INA: Llista de guanyadors del Festival de 2005 ((francès))